# Silvanus semus
Silvanus semus is een keversoort uit de familie spitshalskevers (Silvanidae). De wetenschappelijke naam van de soort werd in 1973 gepubliceerd door Halstead.